# Anderlues
Anderlues /ɑ̃.dɛʁ.ly/ (en wallon Andèrlûwe) est une commune francophone de Belgique située en Région wallonne dans la province de Hainaut.

## Toponymie
Le nom bien du celtique Ander-Lubja, qui est composé de « andera », la génisse et de « lubja » l'herbe, qui se traduit par « l'herbe aux génisses »’.

## Géographie

### Situation
Située sur un des bas plateaux entre les bassins de l'Escaut et de la Meuse, Anderlues, avec ses 1 703 hectares et ses 12 195 habitants, fut, jusqu'au 31 décembre 1976, la commune la plus peuplée du canton de Binche et de l'arrondissement de Thuin dont elle dépend administrativement.
Sa situation est donc idéale, d'autant plus que le nœud routier stratégique du « Roi des Belges » est situé à seulement à 8 km de Binche, à 8,5 km de Thuin, à 25 km de Mons, à 13 km de Charleroi et à 52 km de Bruxelles. En outre, la modernisation de la nationale 6 relie rapidement la localité à la capitale et, via l'autoroute de Wallonie, à Liège et à l'Allemagne d'un côté, ainsi qu'à Paris, Lille et Dunkerque de l'autre.

### Relief
Le relief de la commune d'Anderlues présente son point culminant au lieu-dit Le Planty, à la limite de Buvrinnes, atteignant 212,24 m, ce qui en fait également le sommet de la moyenne Belgique. Un signal géodésique y est installé, et la RTBF y a établi un centre d'émission pour ses programmes télévisés.

Des vallées, visibles dans la partie nord du plateau, y creusent des dépressions. C'est dans ces vallées, où les pentes des flancs varient entre 3 et 6 %, que coulent les ruisseaux mentionnés plus haut, leur vitesse d'écoulement augmentant particulièrement à partir de l'altitude 185.

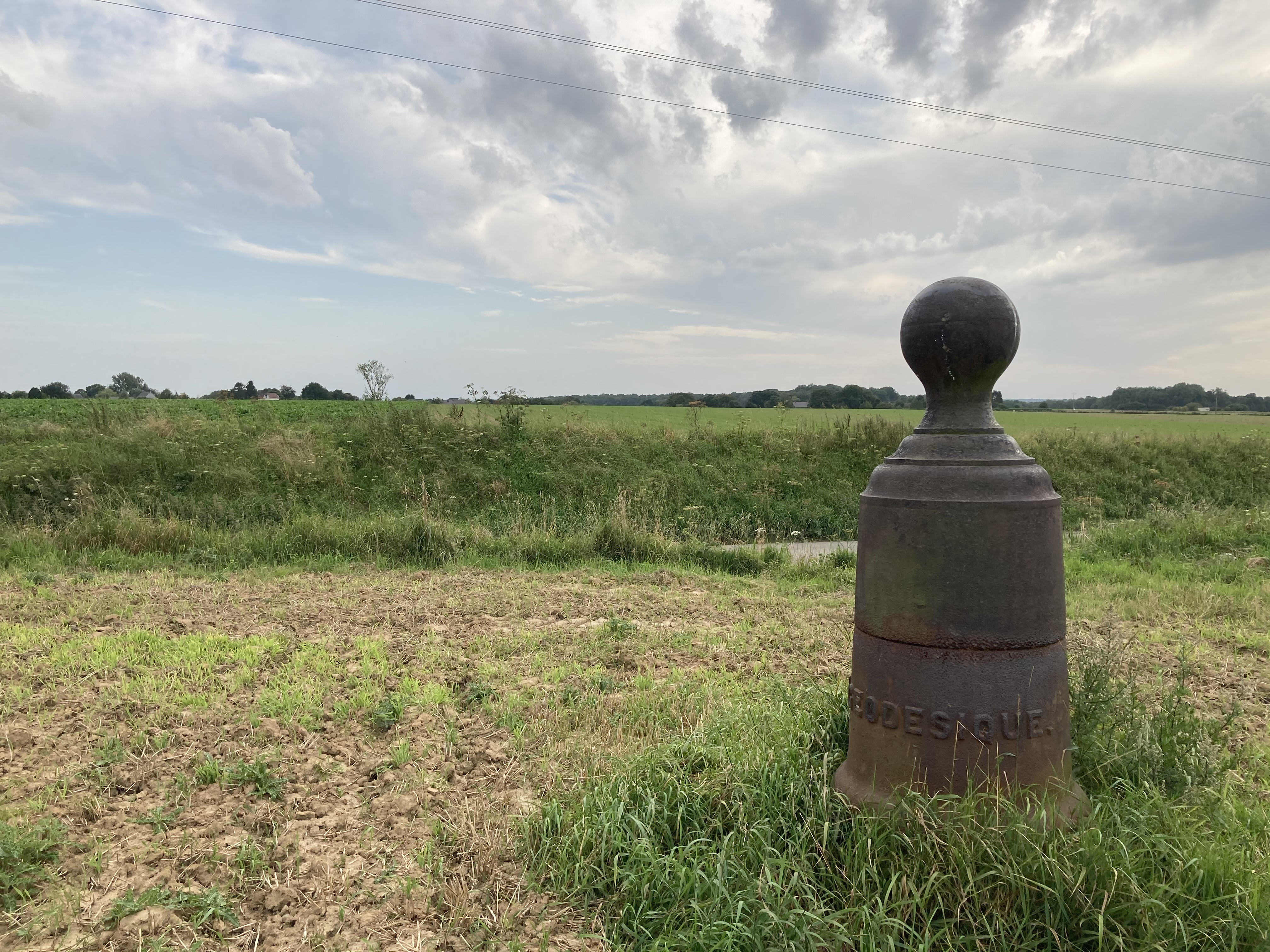
Borne géodésique du Planty.

C'est ainsi qu'à leur sortie du territoire anderlusien, la Haie atteint une altitude de 124 m, la Haine celle de 136 m, et le Piéton celle de 164 m. L'étude des profils mène aux observations suivantes :
a) la dénivellation maximale de 8 m a été enregistrée entre le Planty (212 m) et le point le plus bas du chemin de Warinez (124 m) ;
b) le profil est-ouest formé par la route de Mons met en évidence le passage transversal des vallées de la Haie, au lieu-dit « Pont d'Arcoles », et du Marais, près de la brasserie Ponselet ;
c) les sources sont nombreuses sur les flancs des vallées, la pente des versants assurant l'écoulement des eaux souterraines. (Saint-Médard, Djennie, Guyîe, Hospitau, Guernadie, Trou Lechat, Ronche, Chênois, Marus, Pansoir, Houdous, Saint-Laurent, Therne, Huleu, Bois Garouille, etc.) ;
d) dans sa partie haute, le ruisseau du Marais, faute de drainage naturel, crée des zones marécageuses qui stagnent sur une pente très douce ;
e) la partie la plus basse du territoire anderlusien se compose de plaines très limitées situées dans les vallées du Piéton, de la Haie et de la Haine.

### Hydrographie
La Haine prend sa source sur le territoire de la commune. Anderlues figure d'ailleurs parmi les communes membres du contrat de rivière de ce cours d'eau.
Les affluents de la Haine sont : le ruisseau du Marais, ruisseau du Puisoir et le ruisseau de la Haie.

### Le sol et le sous-sol
Le sol est composé de limons et de sables limoneux, est propice à l'agriculture. Malgré le développement industriel et l'expansion de l'habitat, l'agriculture reste essentielle à l'économie locale, avec un focus sur les céréales, la betterave, le maïs et la pomme de terre. Les pâturages occupent une grande partie du paysage rural, et quelques bois parsèment les versants des vallées.
Sur les plateaux, une couche de 2 à 7 mètres de limons éoliens, idéale pour la fabrication de briques, explique la présence de nombreuses briqueteries à Anderlues jusqu'à la Seconde Guerre mondiale. Le limon alluvial se trouve dans la plaine de la vallée du Piéton supérieur et, dans une moindre mesure, dans les vallées du Marais et de la Haine, entre la rue du Chênois et la rue de la Résistance.
Des colluvions récentes, issues d'érosion et déposées par sédimentation, couvrent les flancs, les replats et certaines parties des vallées de la Haie, de la Haine et du Piéton. Le sous-sol est dominé par des terrains tertiaires, principalement l'étage bruxellien, qui couvre 4/5 du territoire et agit comme filtre externe de la nappe aquifère, avec une épaisseur variant de 7,90 m à 11,20 m. L'étage yprésien, épais de 21 à 27 m, se compose de terrains argileux formant la base imperméable de la vaste nappe phréatique des hauts plateaux.

### Climat
Avec une altitude moyenne de 168 m, une distance de 150 km de la mer et une latitude de 50°26 nord, le plateau d'Anderlues bénéficie d’un climat tempéré et humide caractéristique de la Belgique moyenne. Les températures annuelles moyennes avoisinent 9,5° C, avec juillet comme mois le plus chaud à 16,5° C de moyenne et janvier le plus froid à 3° C.
Les précipitations atmosphériques, qui atteignent environ 850 mm par an, sont bien réparties sur l'année et liées aux vents maritimes humides du sud et sud-ouest, responsables de 74 % des précipitations annuelles à Anderlues. Cette pluviosité modérée favorise la culture, l'élevage, les zones boisées et l'alimentation des nappes phréatiques.

### Communes limitrophes
|        | Morlanwelz Chapelle-lez-Herlaimont |                   |
| Binche | Anderlues                          | Fontaine-l'Évêque |
|        | Lobbes                             |                   |

### Morphologie urbaine

#### Quartiers, cités et lieux-dits

##### Quartiers
L'Alû, Ansuelle, Marais, Le Douaire, Vanériau, Bouchénie, Plein de Chênes, Blancs Trieux, Les Viviers, Bruyères, Saint-Médard, Les Pavillons, Bruyères, Polvez, Le Viaduc, Les Trieux, L'Arbiette, La Viole et Gognîe.

#### Cités
Cité Nouvelle, Cités des Aulniats, Cité de la Ferme, Cités des Pavillons et Cité jardin du Fief.

##### Lieux-dits
Quatre Pavés, Viviers à Tailles, Résistance, Le Viernois, Timopréa, Parapette, Au Roi des Belges et Warimé.

##### Terrils et bois.
- Terril no 6.
- Bois des Vallées.
- Bois de Warimé.

## Démographie
Les chiffres des années 1831 à 1970 tiennent compte des chiffres des anciennes communes fusionnées.
- Source: DGS , de 1831 à 1981=recensements population; à partir de 1990 = nombre d'habitants chaque 1 janvier[11]

### Sobriquet
Alors qu'officiellement, les habitants d'Anderlues sont nommés Anderlusien(ne)s, la plupart des citoyens préfèrent se laisser appeler Bourlèti. Ce nom provient du clocher, appelé Bourlette, qui se situe sur la place Paul Pastur. Ses habitants sont surnommés les Bourlètis.

## Histoire

### Préhistoire
Des pièces de silex taillées, trouvées fortuitement près des ruisseaux de Saint-Médard, de la Haine et du Marais, témoignent des traces de l'époque paléolithique à Anderlues. Cependant, ces découvertes sont relativement peu nombreuses et ne permettent pas de localiser avec certitude une station, contrairement à des sites comme Épinois, Leval-Trahegnies, Ressaix ou Haine-Saint-Pierre. En effet, des traces de l'homme préhistorique découvertes dans ces localités ont permis de confirmer que, pendant de nombreux millénaires, la vallée supérieure de la Haine a été le centre d'une industrie lithique très avancée.
Comme elles le montrent, tout au long de ces âges reculés, une population dense, attirée par l'abondance de silex dans le sol, s'était établie d'Anderlues aux environs de Mons, sur les rives de la Haine ou sur les plateaux qui les surplombent. La recherche de nourriture et de silex poussait naturellement ces hommes au nomadisme ; de plus, les relations obligées entre les groupes exigeaient des déplacements fréquents, plus ou moins longs.
Leurs passages répétés à travers les steppes et les toundras, empruntant des itinéraires longeant souvent les crêtes des vallées tout en évitant les zones inondées et marécageuses, ont fini par dessiner des pistes. Certaines de ces pistes sont à l'origine des plus anciens chemins d'Anderlues. C'est probablement le cas du chemin reliant Mont-Sainte-Geneviève à Carnières, qui sépare la vallée de la Haine de celles du Marais et de la Haine. Une certitude similaire s'applique aux chemins de Thuin à Nivelles, qui suivent presque la ligne de crête séparant les bassins de la Sambre et de la Haine.
Après une période de transition appelée mésolithique, s'étendant de -10 000 à -4 000 ans, commence l'âge néolithique, également connu sous le nom de l'âge de la pierre polie. Le paysage a changé : les glaciers se sont retirés vers le nord, le climat s'est nettement adouci, et des forêts ainsi que des prairies naturelles ont pris la place des anciennes steppes et toundras. Cerfs, sangliers et chevreuils ont remplacé les rennes et les mammouths.
Comme leurs prédécesseurs, ces nouveaux arrivants ont dû s'installer en grandes colonies dans la vallée de la Haine. En particulier sur le plateau d'Anderlues, où ils ont trouvé tout ce qui répondait à leurs besoins d'agriculteurs et d'artisans : des clairières faciles à défricher, des sources et des cours d'eau abondants, ainsi que l'héritage de leurs devanciers, leur permettant d'établir des relations économiques régulières avec d'autres centres industriels et agricoles, notamment en Hesbaye et dans le bassin Mons-Spiennes.
Les marques de leurs premiers défrichements se distinguent sur l'ensemble du plateau anderlusien, réputé par ailleurs pour sa remarquable fertilité. Un des sites de façonnage du silex a été identifié le long du chemin d'Anderlues à Nivelles, une ancienne piste paléolithique située près de la frontière nord de la commune, à proximité du lieu-dit « La Reine des Belges ».
Des nombreuses pièces qui furent recueillies, figurent notamment des grattoirs et des racloirs en silex gris de Spiennes, des fragments de couteaux en silex noir de Spiennes et d'Obourg, une molette en forme circulaire en porphyre de Quenast, ainsi qu'un grand nombre de percuteurs, nucléus, etc., le tout constituant une riche collection d'objets qui, non seulement, laisse deviner l'importance de cet atelier, mais révèle aussi la grande spécialisation des ouvriers qui œuvraient.

### Antiquité
Pendant l'époque romaine, le territoire d'Anderlues faisait partie de la « Belgique seconde » et de la cité des Nerviens, dont le chef-lieu, Bavay, était relié à Cologne par une chaussée plus tard appelée « chaussée Brunehault ». Cet axe routier, d'un intérêt stratégique considérable, passait à une lieue et demie à l'ouest et au nord d'Anderlues, facilitant les relations avec la Rhénanie et la Grande-Bretagne.
Des routes secondaires, appelées « diverticula », s'y raccordent ; grâce à trois d'entre elles, Anderlues est directement reliée à la grande chaussée. Deux de ces routes traversent le territoire du sud au nord pour rejoindre cette dernière à Morlanwelz : les anciens chemins de Mont-Saint-Geneviève à Carnières et de Thuin à Nivelles. La troisième, quant à elle, traverse la localité d'est en ouest pour atteindre Vodgoriacum (Waudrez) et correspond à l'ancien chemin de Binche.
Des nécropoles belgo-romaines furent mises à jour en 1838 et en 1893. La première, située en bordure du chemin du Chênois dans une sablonnière à environ un mètre de profondeur, contenait une quarantaine de petites potiches en terre cuite, typiques des poteries gallo-romaines, mesurant entre dix et quinze centimètres de hauteur. La seconde, découverte au lieu-dit « Le champ du Saule », comprenait deux séries de cinq urnes funéraires belgo-romaines remplies d'ossements humains calcinés, ainsi que huit petits vases de formes variées. Quatre de ces vases contenaient des fragments de fibules, tandis que d'autres renfermaient un petit bronze, dont l'un portait le profil d'un personnage accompagné de l'inscription « Claudius ».

### Moyen Âge
Vers l'an 430, les Francs, avançant vers l'ouest, atteignent les régions de la Haine. Les « villae », autrefois si prospères durant l'âge d'or de la « Pax romana », sont pour la plupart en ruines. Les vastes domaines qui formaient leur structure foncière ne présentent plus qu'une végétation sauvage faite de taillis, de landes et de broussailles.
Pillées, détruites et incendiées lors des premières invasions, les « villae » n'avaient jamais été rebâties, et celles qui, par un heureux hasard, avaient échappé à la destruction, n'avaient pas survécu longtemps à la crise causée par le dépeuplement des campagnes. L'avancée des Francs vers les régions de la Haine fut relativement lente ; chaque étape de la conquête s'accompagnait d'une appropriation des terres par le peuple, constituant une véritable colonisation permettant à ces tribus, chassées de leurs territoires germaniques par les Huns, de se recréer de nouveaux foyers.
C'est sur un territoire réparti selon les conditions sociales que les populations franques s'installent dans le pays de la Haine, parfois près des sites des anciennes « villae » belgo-romaines, mais le plus souvent sur de nouveaux emplacements choisis sur les pentes des vallées. Pour redonner vie et valoriser les territoires que deux siècles d'invasions et de crises avaient laissés en friche, les colons francs vont s’efforcer de bâtir de nouvelles « villae », de défricher les terres abandonnées et, bien souvent, d’en conquérir d’autres sur la forêt.
Cela vaut également pour le territoire anderlusien, où deux « villae », mentionnées au IXe siècle parmi les propriétés de l'abbaye de Lobbes, pourraient être des créations de colons francs, à savoir « Anderlobia » et « Haincueles ». Quant aux défrichements, attestés à Anderlues par des lieux-dits tels que « Le Sarts », « Gérardsart », « Boussart » et « Le Sarty », ils ont permis non seulement la réoccupation de l'ancien « fundus » de la « villa anderluvia » des Belgo-romains, mais aussi son agrandissement au détriment de la forêt qui, à cette époque, couvrait encore les trois cinquièmes du sol anderlusien.
La rivière « Haine », qui prend sa source dans le sol anderlusien et qui, selon une ancienne coutume germanique, a donné son nom au Hainaut, est également un terme franc signifiant « la rivière des bois », « Hagino » dérivant lui-même de « Hago », les bois. Quant au mot francique « alôd », qui se traduit par « la propriété complète », il est sans doute à l'origine de « Lalue », l'un des hameaux les plus importants d'Anderlues. Cette étymologie rappelle que, dans l'organisation sociale des Francs, la terre de « L’Allue », appelée « Allodium » au XIe siècle, devait être possédée en pleine souveraineté par un conquérant qui, ne relevant d'aucun seigneur, en jouissait en totale indépendance, comme une « terre tenue de Dieu et du Soleil ».
À une petite distance d’Anderlues, l’abbaye bénédictine de Lobbes, fondée vers le milieu du VIIe siècle par un ancien brigand repenti nommé Landelin, possédait déjà, à peine un demi-siècle après sa fondation, la majeure partie de son patrimoine monastique. Une fois pleinement constitué, ce patrimoine comprenait, en plus de l’abbaye et de sa banlieue délimitée par le ruisseau Hlodosa (Le Rabion), les villae Anderlobia (Anderlues) et Mons-Martini (Mont-Saint-Martin), la rivière Ur (l’Eau d’Heure), la villa Alsonia (Ossogne), un lieu appelé « Wiscenelata » (Wihéries), la villa Hantas (Hantes), ainsi qu’environ cent-vingt-quatre « villae » réparties dans dix-sept « pagi » différents, dont quarante uniquement dans le « pagus Hainoensis ».
Il semble qu'il ait intégré très tôt les possessions du monastère de Lobbes. En témoignent la « villa Anderlobia » et la « villa Haincueles », parmi les cent quatre-vingt-quatre exploitations mentionnées dans le « Polyptyque des biens de l'abbaye », rédigé en 868-869 par Jean, évêque de Cambrai, sur ordre du roi Lothaire II. Pendant près de quatre siècles, ces deux « villae » anderlusiennes ont évolué au rythme de l'église Saint-Pierre de Lobbes, totalement dépendantes d'elle, partageant, au gré des bouleversements politiques et des mutations économiques, ses hauts et ses bas.
Dans l'économie majoritairement rurale du monde franc, les « villae » représentent l'exploitation idéale des grands domaines fonciers. Bien que ces établissements varient souvent considérablement en taille, tous, qu'ils soient laïcs ou ecclésiastiques, partagent une même structure. Ils sont divisés en deux parties distinctes afin de mieux répondre à leurs fonctions. Chaque villa comprend la réserve seigneuriale, le « mansus indominicatus », qui est la partie du domaine exploitée directement au profit du seigneur ou de l'abbé.
Tel est donc le modèle, commun à tous les établissements de ce type, selon lequel ont fonctionné les « villae » Anderlobia et Haincuela, dont les centres bâtis ont été, de toute évidence, les berceaux des villages d'Anderlues et d'Ansuelle, restés distincts jusqu'à l'annexion de la Belgique à la France en 1794.
C'est effectivement autour de ces centres, situés en bordure de chemins de grande communication, que l'activité commerciale et artisanale de la communauté s'est rapidement développée. Véritables pôles attractifs des « villae », ils se sont transformés en agglomérations plus ou moins importantes. C'est ce qui s'est produit pour la « villa Anderlobia », dont le centre bâti était probablement situé dans les limites du site encore appelé « Village », c'est-à-dire aux abords de l'église.
Quant à la « villa Hancueles », son centre bâti semble avoir été situé sur le site des censes de Gembleux et de Bourgogne, au cœur de l'actuel hameau d'Ansuelle, curieusement de part et d'autre d'un ancien chemin menant directement à l'abbaye de Lobbes. À Hancueles également, une chapelle, ultérieurement dédiée à Saint-Laurent, a pris la place du petit oratoire où un moine de Lobbes venait officier. Il est fort probable que « les terres du cantuaire de Saint Laurent à Hanechoelles » mentionnées en 1502 étaient initialement une dotation de l'oratoire primitif de la « villa Hancueles ».
Dans le « Pagus Hainoensis », à la suite de la crise politique post-carolingienne, les comtes réussirent à établir fermement leur souveraineté territoriale. Le morcellement des propriétés et le partage de la domination seigneuriale atteignirent un tel degré que le territoire devint rapidement un enchevêtrement complexe de fiefs, arrière-fiefs et arrière-arrière-fiefs, liés entre eux par le relief, véritable marque de l'interdépendance des tenures.
C'est probablement au XIe siècle qu'un comte de Hainaut issu de la dynastie des Régnier décida de fonder un fief à Fontaine, en y ajoutant les terres d'Anderlues et de l'Aluet. Directement rattaché aux comtes de Hainaut, le fief de Fontaine devint l'une des vingt-six terres bannerées de l'ancien « Pagus Hainoensis ».
Au cours du Moyen Âge, marqué par le morcellement des fiefs et le principe selon lequel chaque terre et chaque homme doit avoir un seigneur, les barons de Fontaine, fiers de leur statut de grands vassaux des comtes de Hainaut, ont pleinement exercé leur droit de "sous-inféoder". Ils ont ainsi attribué diverses portions de leurs domaines d'Anderlues et de Lalue, parfois limitées à une maison, un jardin, un bonnier de terre, ou même une simple rente. Les actes de relief témoignent clairement de ce morcellement du territoire anderlusien, réalisé autant par les seigneurs de Fontaine que par leurs suzerains, les comtes de Hainaut.
Dans ce système, chaque vassal, peu importe la taille de son fief, a la liberté d'en disposer à sa guise : le transmettre à son fils, le léguer à une tierce personne, l'aliéner, l'hypothéquer, le diviser, le partager ou encore le concéder en fief à son tour. Chaque fois qu'un fief change de propriétaire, que ce soit par vente ou à la suite d'un décès, le nouveau tenancier doit en faire le relief devant le bailli de Fontaine.
Depuis des temps immémoriaux, le village d'Anderlues et son hameau de Lalue dépendaient de la terre de Fontaine-l'Évêque, laquelle relevait directement des comtes de Hainaut.
Jusqu'à la fin du Xe siècle, les seigneurs étaient principalement de simples propriétaires fonciers, se contentant de tirer profit de leurs terres et des paysans qui y vivaient. Mais dès le siècle suivant, les plus puissants d'entre eux, profitant de l'affaiblissement du pouvoir royal après la débâcle post-carolingienne, n'hésitèrent pas à s'arroger des droits jusque-là réservés à l'autorité souveraine. Ainsi, ils se retrouvèrent bientôt dotés d'un ensemble de pouvoirs leur permettant, par exemple, de rendre la justice, d'exiger la « taille » de leurs sujets, de s'approprier une partie de leurs biens et revenus, de leur imposer des banalités ou encore de régir toute la vie économique de leur finage. Autant de nouvelles prérogatives reflétant le prestige et les profits de ces seigneurs, qu'ils soient laïcs ou ecclésiastiques.
Depuis des temps immémoriaux, le village d'Anderlues et son hameau de Lalue faisaient partie de la terre de Fontaine-l'Évêque, laquelle dépendait directement des comtes de Hainaut.
Le premier seigneur connu à avoir détenu la seigneurie de Fontaine et d'Anderlues est Wautier de Fontaine. Il est mentionné parmi les vassaux qui, en 1172, combattaient sous la bannière du comte de Hainaut, Baudouin le Courageux, lorsqu'il aida son oncle Henri l'Aveugle, comte de Namur, à affronter le duc de Limbourg. Le nom de son successeur, Wautier II de Fontaine, apparaît pour la première fois dans un acte d'avril 1201, aux côtés de nombreux seigneurs du Hainaut et de Flandre, qui signèrent comme témoins une charte donnée à Valenciennes par Baudouin, comte de Hainaut, avant son départ pour la croisade. Wautier II de Fontaine est également l'auteur d'une charte célèbre, donnée en 1212 à la ville de Fontaine, qui porte d'ailleurs son nom.
La terre d'Ansuelle, en tant que fief relevant de la Cour féodale de Mons, conférait au comte de Hainaut, en sa qualité de seigneur, des droits seigneuriaux significatifs. Ces droits incluaient la mortemain, la douzaine, la sizaine, l'ost et la chevauchée, l'estaplerie, les droits d'issu, le cens de Saint-Jean et de Saint-Saulve, ainsi que la poursuite de ses serfs et les droits de justice, comme dans ses autres possessions à Anderlues, Lalue et Gognies.
Les terres d'Anderlues, d'Ansuelle et de Gognies, constituant la seigneurie de Bourgogne, furent intégrées en 1450 au domaine de Binche, qui fut en 1477 attribué en douaire à Marguerite d'York, veuve de Charles le Téméraire. Une tradition locale raconte que la ferme de Bourgogne à Ansuelle aurait été construite sur les ordres de cette princesse. À côté de la seigneurie de Bourgogne, il existe également sur le territoire d'Ansuelle une seigneurie particulière appelée la seigneurie d'Hannechoelles, qui prendra plus tard le nom de « Gembleux ». Elle se compose d'un fief relevant de la cour féodale de Mons.

### Temps modernes
Au début du mois de juin 1477, six mois après la mort de Charles le Téméraire à Nancy, l'armée du roi de France, Louis XI, ennemi juré de la Maison de Bourgogne, dévasta sans pitié les villages des domaines de Binche et d'Anderlues. Ansuelles et Gognies furent parmi les plus durement touchés.
À l'aube du 22 juillet 1554, les habitants d'Anderlues, qui avaient déjà vu la veille le ciel s'embraser vers le nord avec les incendies du château de Mariemont et de l'abbaye de l'Olive, allumés par les troupes royales, entendirent avec angoisse le tonnerre des trente-sept pièces d'artillerie et des douze canons bombardant la place de Binche, livrée « à la merci et miséricorde du roi Henri II de France ». Cette fois, c'est tout l'ouest qui s'embrasait sous le bombardement de la ville de Binche et l'incendie du somptueux château de Marie de Hongrie. Ces exemptions ou réductions d'impôts, bien qu'inspirées par la pitié et la compassion de Sa Majesté, n'étaient malheureusement qu'une avance pour un retour. Car les guerres coûteuses des puissants pesaient toujours davantage sur les villageois, qui ne cherchaient qu'à vivre en paix. Ainsi, le 11 décembre 1567, les villages d'Anderlues, Carnières et Mont-Sainte-Aldegonde furent contraints de créer de nouvelles taxes pour couvrir les frais liés à l'arrivée du duc d'Albe et de son armée dans la région.
Sous l'Ancien Régime, les poids et mesures changeaient presque d'une région à l'autre, voire même d'un village à l'autre. Cette anarchie, comme on peut l'imaginer, favorisait fraudes et escroqueries. Pour le commerce, déjà alourdi par de nombreux droits de douane et barrières, cela représentait un obstacle de plus dont on aurait bien voulu se passer.
Pour Anderlues, la situation était encore plus compliquée en raison de sa position aux frontières de la principauté de Liège, du comté de Namur et de sa proximité avec le duché de Brabant. De plus, son appartenance aux seigneurs-barons de Fontaine-l'Évêque l'obligeait à maintenir des relations économiques étroites avec cette ville, qui utilisait le poids de Cologne, tandis qu'Anderlues, en tant que village hainuyer, utilisait celui de Mons. Cette anomalie était particulièrement désavantageuse pour les cloutiers anderlusiens qui travaillaient à domicile pour des marchands fontainois.
En mai 1794, plusieurs combats eurent lieu. Dans la nuit du 23 au 24 mai, le village fut pillé par les troupes révolutionnaires, et la situation devint si critique que la majorité de la population se réfugia à Buvrinnes, Carnières et Ressaix.

### Époque contemporaine

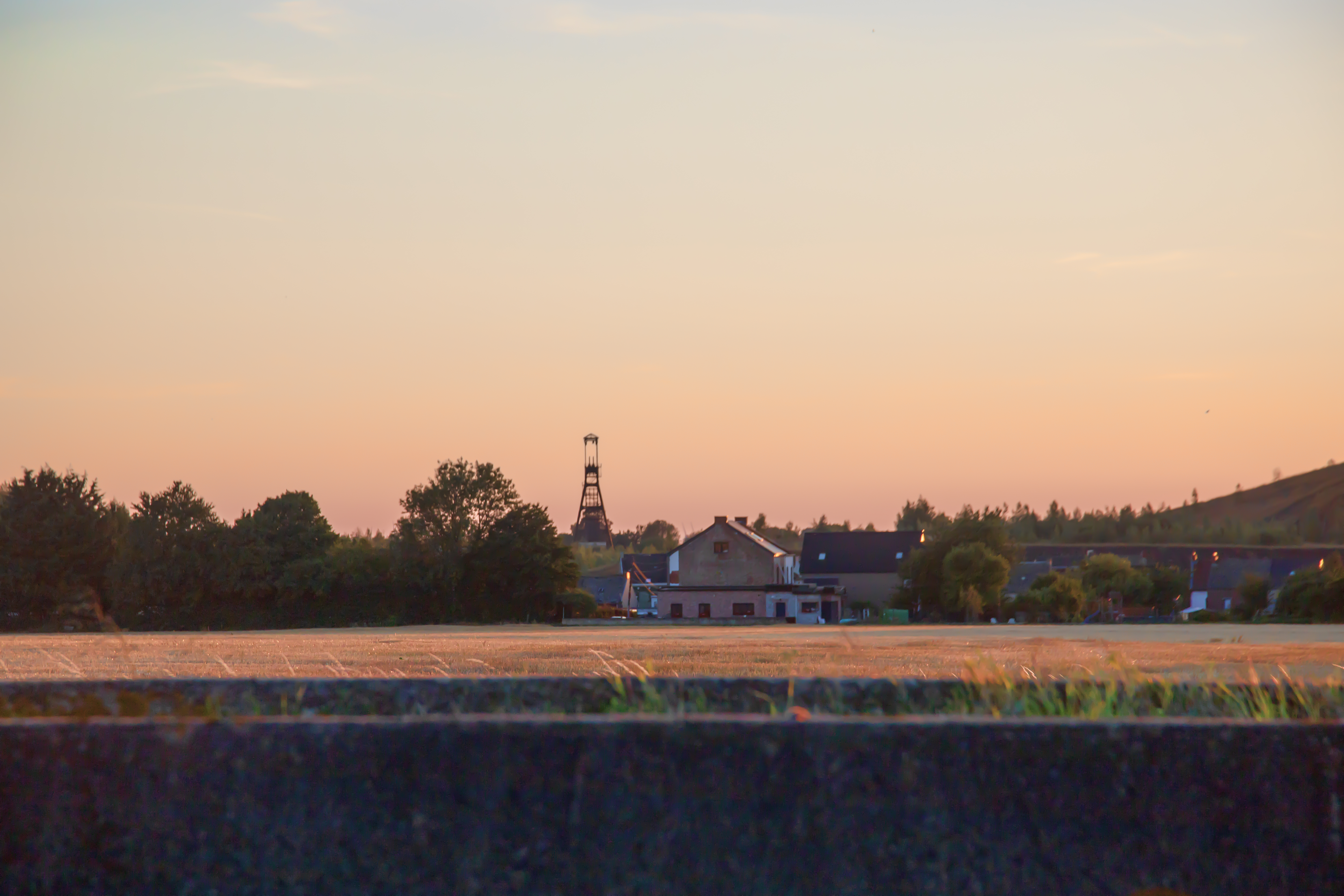
Vue panoramique avec le chevalement du puits no 2, témoin du passé minier de la localité.

Après la chute de l'empereur Napoléon, les administrations en place furent provisoirement conservées par le gouvernement général des Hautes Puissances.
Ainsi, à Anderlues, le baron De Leuze et Philippe-Joseph Sadin furent confirmés dans leurs rôles respectifs de maire et de maire-adjoint.

Le 11 mars 1892, à Anderlues, la fosse de l'Aulniat connaît un coup de grisou, extrêmement violent. En quelques instants, 160 personnes perdront la vie. Parmi elles, plusieurs femmes et jeunes filles, âgées de 13 à 69 ans. L'incendie qui suivit et les dégâts occasionnés empêcheront la remontée des derniers corps avant août 1895.

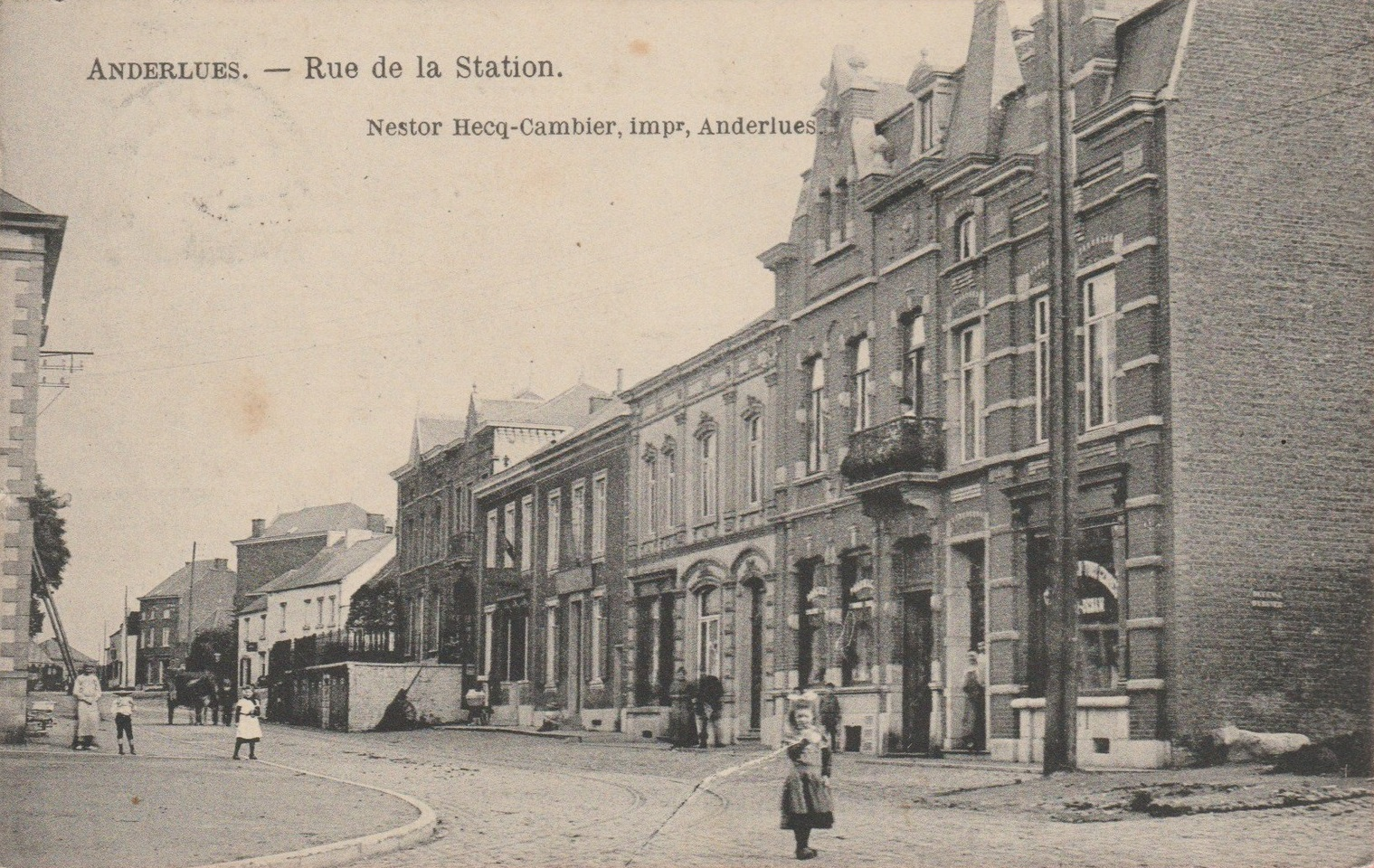
La rue de la Station, au début du XXe siècle.

Le 22 août 1914, la commune fut encore le théâtre d'une bataille : 70 maisons furent incendiées et de nombreux champs dévastés mais il n'y eut aucune victime parmi les civils.
Depuis 1977, Anderlues na pas eu une fusion avec une autre commune.

## Héraldique
|  | La commune possède des armoiries qui lui ont été octroyées le 8 décembre 1992. Ce sont celles des seigneurs d'Anderlues, la famille Herzelles. Le village est devenu une possession de Philippe de Herzelles en 1605. Blasonnement : De gueules au chevron d'argent. - Délibération communale : 6 novembre 1991. - Arrêté de l'exécutif de la communauté : 8 décembre 1992. |
|  | Drapeau d'Anderlues : rouge au chevron blanc couché, la pointe à la hampe. DC 6 novembre 1991 - AE 8 décembre 1992 |

## Politique et administration

### Conseil et collège communal 2024-2030
Ci-dessous, le tableau des résultats des élections communales de 2024.
| Parti | Parti            | Voix (2024) | Voix (2018) | % (2024) | % (2018) | +/-     | Sièges  | +/- | Collège |
| ----- | ---------------- | ----------- | ----------- | -------- | -------- | ------- | ------- | --- | ------- |
|       | PS               | 2.305       | 3.825       | 32,41%   | 52,24%   | 19.83 % | 7 / 23  | 7.0 | Non     |
|       | AJC              | 3.356       | 2.597       | 47,18%   | 35,47%   | 11.71 % | 12 / 23 | 3.0 | Oui     |
|       | Pour Anderlues ! | 1.452       | -           | 20,41%   | -        | 0.0 %   | 4 / 23  | 4.0 | Non     |
|       | WI               | -           | 141         | -        | 1,93%    | 0.0 %   | - / 23  | 0.0 | Non     |
|       | GAUCHE           | -           | 279         | -        | 3,81%    | 0.0 %   | - / 23  | 0.0 | Non     |
|       | DéFI             | -           | 480         | -        | 6,56%    | 0.0 %   | - / 23  | 0.0 | Non     |
| Total | Total            | 7 113       | 7 322       | 100 %    | 100 %    |         | 23      |     |         |

| Collège communal   |                   |                                   |
| Bourgmestre        | Hadrien Polain    | Les Engagés - Anderlues J'y Crois |
| 1er Échevin        | Rudy Zanola       | PS - Anderlues J'y Crois          |
| 2e Échevine        | Corinne Cubi      | MR - Anderlues J'y Crois          |
| 3e Échevin         | Michaël Guyot     | PS - Anderlues J'y Crois          |
| 4e Échevine        | Valérie Mathieu   | Anderlues J'y Crois               |
| 5e Échevin         | Patricia Bouillon | Anderlues J'y Crois               |
| Présidente du CPAS | Aurore Duchene    | Anderlues J'y Crois               |

### Liste des bourgmestres

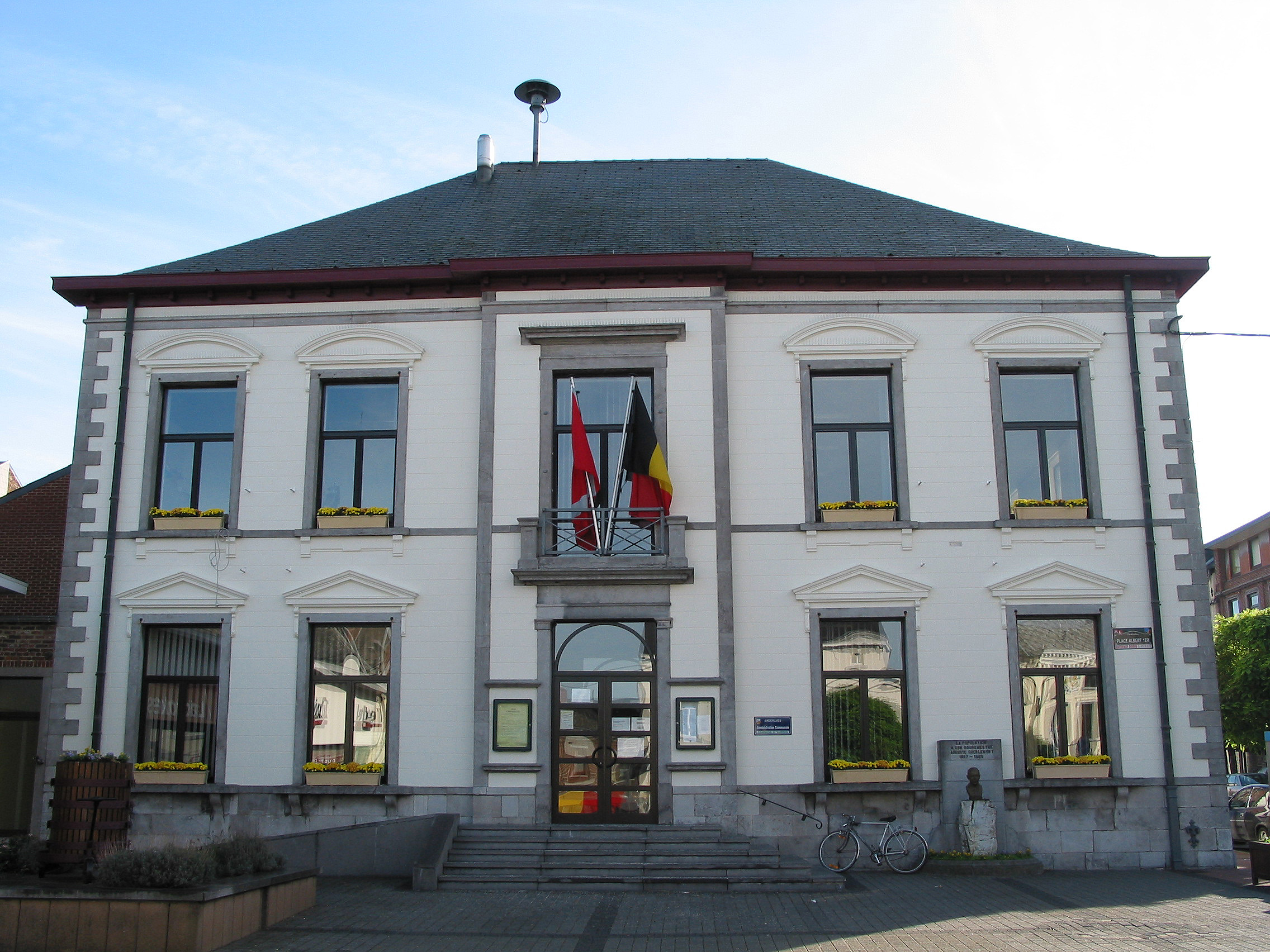
La maison communale.

- La maison communale.Le baron Auguste de Leuze de 1830 à 1836.
- Louis-Joseph Campion de 1836 à 1853, (Parti libéral).
- Louis Laloyaux de 1853 à 1877, (Parti catholique).
- Le baron Victor de Molembaix de 1877 à 1879, (Parti catholique).
- Victor Ponselet de 1879 à 1881, (Parti libéral).
- Emile Campion de 1881 à 1885, (Parti libéral).
- Victor Lambot de 1885 à 1896, (Parti catholique).
- Auguste Lechien de 1896 à 1904, (Parti libéral).
- Adolphe Fontignie de 1904 à 1914, (Parti libéral).
- Armand Wasterlain (ffons) de 1914 à 1919 et de 1919 à 1930, (POB).
- Léon Tenret de 1931 à 1942, (Parti catholique).
- Marcel Brogniez de 1942 à 1944.
- Léon Tenret de 1944 à 1947, (Parti catholique).
- Nestor Canon de 1947 à 1952, (PSB).
- Jean Rombaux de 1953 à 1956, (PSB).
- Auguste Guerlement de 1956 à 1965, (PSB).
- Arthur Dascotte de 1965 à 1968, (PSB).
- Armand Eloi de 1968 à 1987, (PSB-PS).
- José Canon de 1987 à 2001, (PS).

- Philippe Tison, de 2006 à 2020, (PS).
- Virginie Gonzalez, de 2020 à 2024 (PS).
- Hadrien Polain, à partir de 2024 (AJC)[41].

### Jumelage
Gigondas (France).

## Patrimoine et culture

### Patrimoine architectural

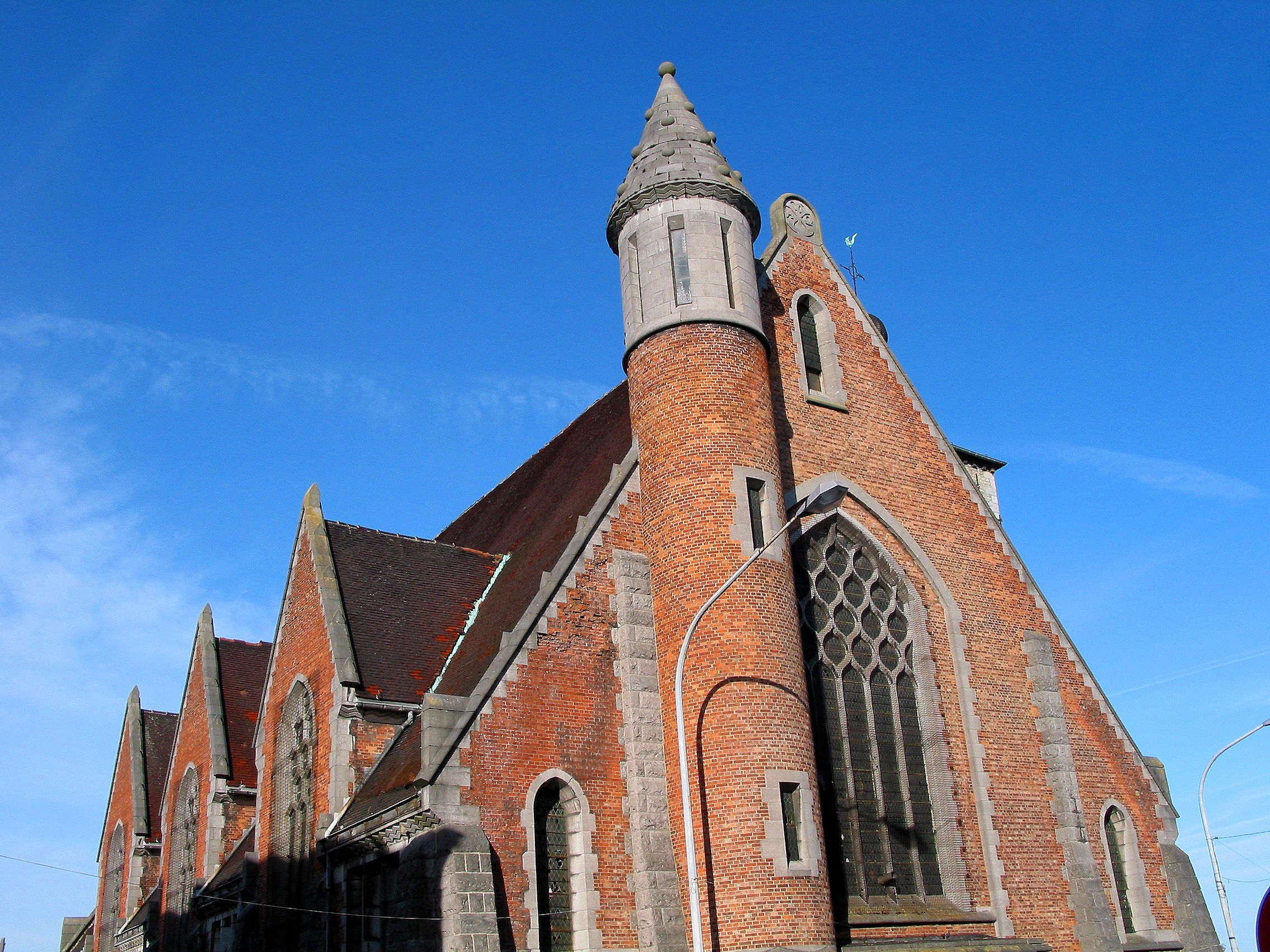
Vue de l'ancienne église Saint-Médard, démolie en juillet 2006.

- L'église Saint-Médard, construite au XIIe siècle, a été partiellement détruite. Elle a finalement été démolie en 1928 en raison des dommages causés par l'exploitation minière[42]. Une église temporaire a été installée dans un bâtiment de la ferme de la Clef[Note 3]. Une église neuve a été édifiée en 1937 par l'architecte Leroy[43] Construite dans un style néo-gothique à gauche du clocher, l'église devint instable en raison des dégâts miniers, ce qui conduisit à son abandon puis à sa démolition en 2006. La première pierre de la nouvelle église fut posée en 1997 et elle fut inaugurée en 1999 sur la place Albert 1er.
  - Tour de la « Bourlette ». Tour construite en même temps que la première église au XIIe siècle en style roman. La toiture de la tour est en ardoise et elle est surmontée d'une sphère qui a donné le surnom au habitants.
- La Ferme du Coq, construite au XVIIIe siècle, avait servi d'église provisoire en attendant la reconstruction de l'église en 1939.

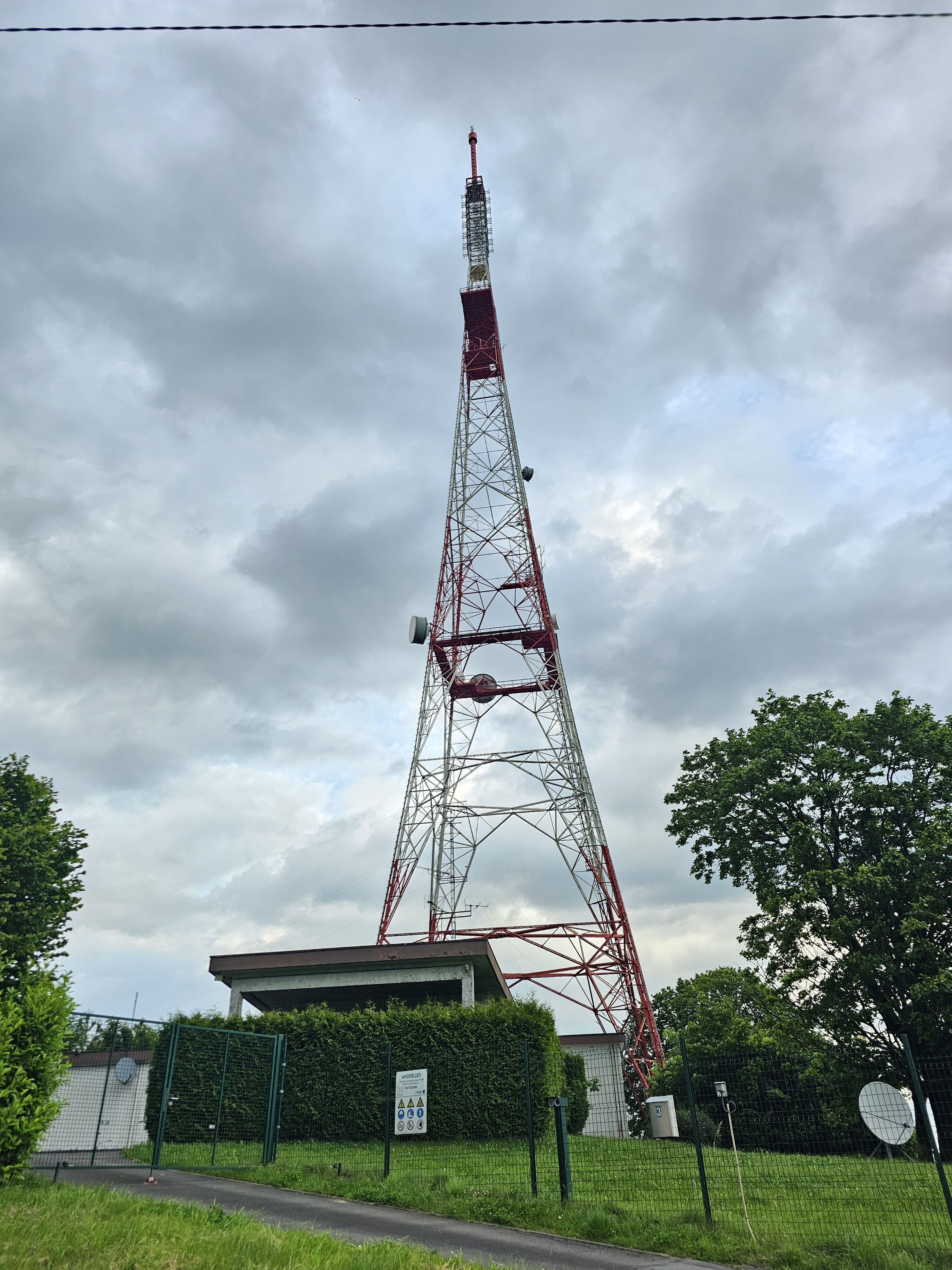
L'émetteur de la RTBF à Anderlues.

- L'émetteur de la RTBF à Anderlues.Ferme du Tienne. Construit en 1759, il s'agit d'une ancienne dépendance de l'abbaye de Bonne-Espérance[44].
- Ancien moulin de la Haie. Construit au XIXe siècle[45], il se situe rue du Moulin.
- Château des Loges. En ruines, un ensemble de bâtiments datant en partie du XVIIe siècle, modifié au XVIIIe siècle et altéré au XIXe siècle[46]. Il se situe rue des Loges.
- Le châssis à molettes du puits no 2, installé en acier et béton par la Société Anonyme des Houères et Cokeries d'Anderlues en 1952, a continué d'exister après la fermeture du puits en 1969. Depuis 1975, il est géré par la société Distrigaz. Le puits sert désormais au captage de grisou et au stockage de gaz[47].
- La chapelle Sainte-Thérèse de Lisieux, appelée aussi des Bruyères, a été aménagée dans la salle Henriet. Achetée par la paroisse en 1920, elle fut d'abord dédiée à Saint-Hubert, puis à Sainte-Thérèse de Lisieux, avant d'être consacrée en 1969[48].
- L'ancienne chapelle Saint-Sauveur et Saint-Paul, située dans le quartier de Lalue, a été consacrée en 1962 avant d'être vendue pour devenir une salle de banquets[49].
- L'hôtel de ville, construit en 1832, abritait autrefois l'école des garçons et a été modifié à plusieurs reprises[50].
- L'antenne de la RTBF s'élève à une hauteur impressionnante de 150 mètres[51].
- Monument aux morts. Inauguré en 1925, ce monument a été initialement installé au carrefour de la chaussée de Mons avant d'être déplacé dans le parc adjacent aux bâtiments du CPAS[52].

### Culture et folklore
- Bibliothèque communale d'Anderlues[53], rue Cardinal Mercier.
- Centre culturel[54], place Albert 1er.

#### Folklore
- Carnaval du Feureu, le dimanche qui suit le carnaval de Binche (Mardi gras)[55].

## Lieux publics
Cimetières, rue des Combattants.

## Enseignement

### Enseignement communal
- École communale de Lalue.
- École communale du Centre.
- École communale des Bruyères.
- École Saint-Médard.

### Écoles libres
- École libre fondamentale Saint-Médard.
- École Fondamentale Sainte-Thérèse.

### Enseignement secondaire
- École primaire et secondaire spécialisé de la Communauté Française[57].

## Économie

### Industries de l'époque

#### Brasseries

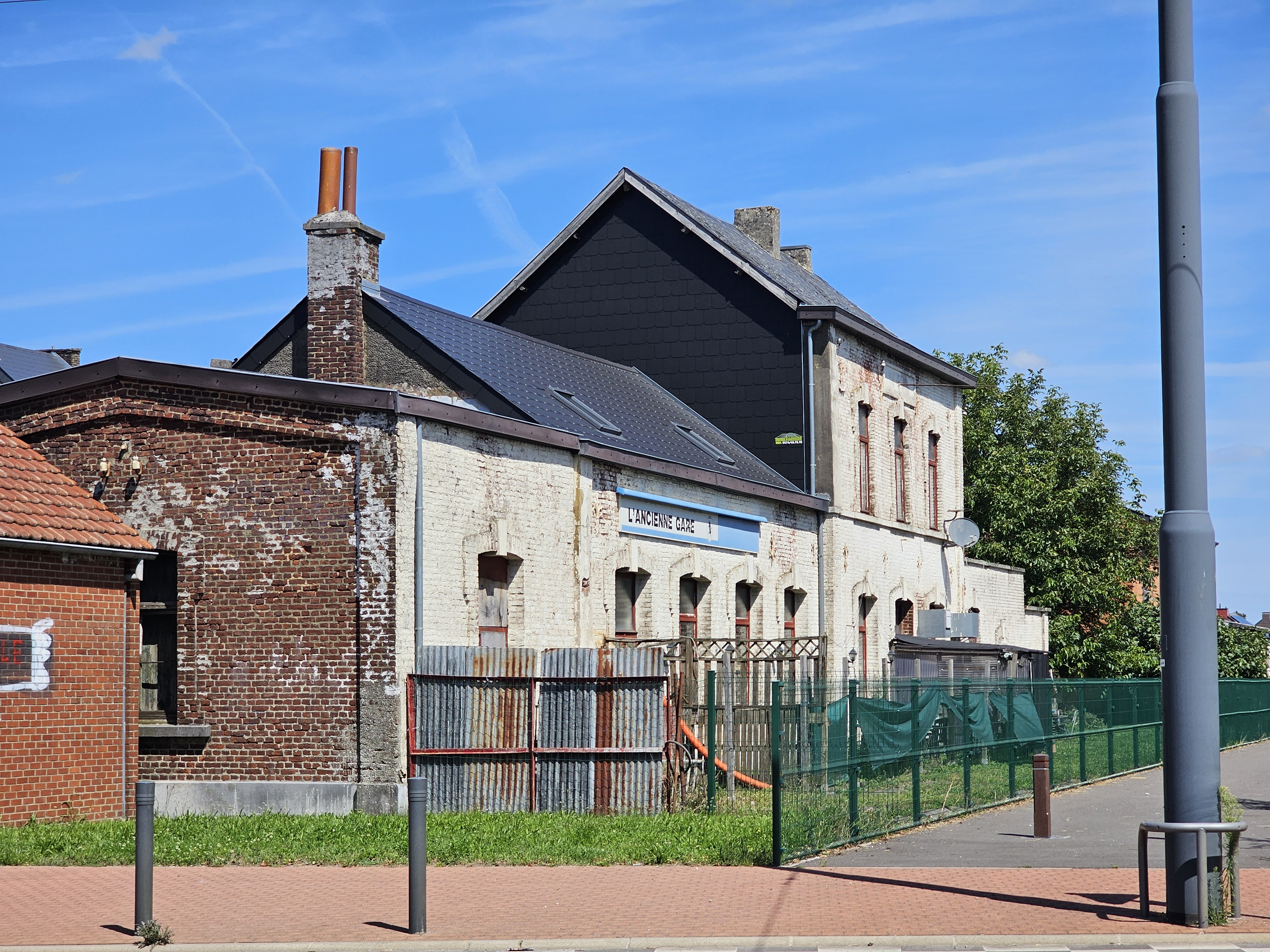
L'ancienne gare d'Anderlues.

Sous le régime français, la fabrication de la bière ayant perdu son statut de monopole seigneurial, trois brasseries opéraient à l'ombre de la Bourlète : celle de Gaspard Fiévez à l'Hospitau, celle de Jean-François Dumonceau, surnommé l'Charli, au Jeu de Balle (l'actuelle place Paul Pastur), et celle de Pierre-Joseph Fontignie au Douaire. En 1836, une nouvelle brasserie voit le jour au même Hospitau, fondée par Alphonse Marchant, qui reçut l'autorisation du collège échevinal pour établir une brasserie dans une grange qu'il possédait à l'Hospitau, jouxtant la veuve Philippe Sadin et le Marais de l'Hospitau.
En 1836, un médecin nommé Auguste Ponselet fonda au lieu-dit « Les Dimes », en bordure de la chaussée de Mons, une brasserie qui se développa rapidement et fonctionna pendant 135 ans. À la fin du XIXe siècle, hormis la brasserie Ponselet, les autres brasseries avaient disparu. Cependant, d'autres avaient vu le jour entre-temps.
En 1902, huit brasseries approvisionnaient le marché de la bière à Anderlues : la brasserie Ponselet, fondée en 1836, la brasserie Saint-Médard, créée en 1881 par M. Charles Mary près de la fontaine dédiée au saint patron d'Anderlues, et la brasserie Lechien, installée depuis 1872 aux Ruelles dans l'ancien moulin Demeuldre par M. Auguste Lechien, puis exploitée par la famille Tison. On trouvait aussi la brasserie Saint-Eloi, gérée par la famille Fontignie, la brasserie Saint-Antoine, fondée en 1894 à Polvez par M. Jean-Baptiste Vouche et reprise par son gendre M. Oscar Beaumez, et la brasserie de la Folie, dirigée dès 1882 par Florent et Augustin Fiévet, descendants de Gaspard Fiévez, premier brasseur de l'Hospitau sous le régime français. Enfin, il y avait la brasserie du Chênois, créée en 1898 par M. Oscar Beaumez-Blaivie, et la brasserie coopérative, fondée en 1897 rue des Charbonnages (aujourd'hui rue Wauters) par M. Jules Dumonceau, un descendant du Tcharlî.

#### Charbonnages
Contrairement à d'autres localités de la région où l'extraction de la houille se pratiquait depuis longtemps, Anderlues dut attendre 1835 pour attirer enfin l'attention sur son sous-sol à travers des demandes de concessions minières. Entre 1835 et 1843, une dizaine de demandes furent soumises, sans succès, notamment celles du baron Auguste de Leuze le 21 janvier 1838 pour 971 hectares 71 ares 54 centiares, et celle de Louis Campion, François Hecq, Ferdinand Demeuldre et consorts le 15 septembre 1839 pour 727 hectares 59 ares. Malgré tout, le territoire d'Anderlues était désormais dans le viseur des « chercheurs d'or noir », parmi lesquels les Français allaient jouer un rôle majeur.

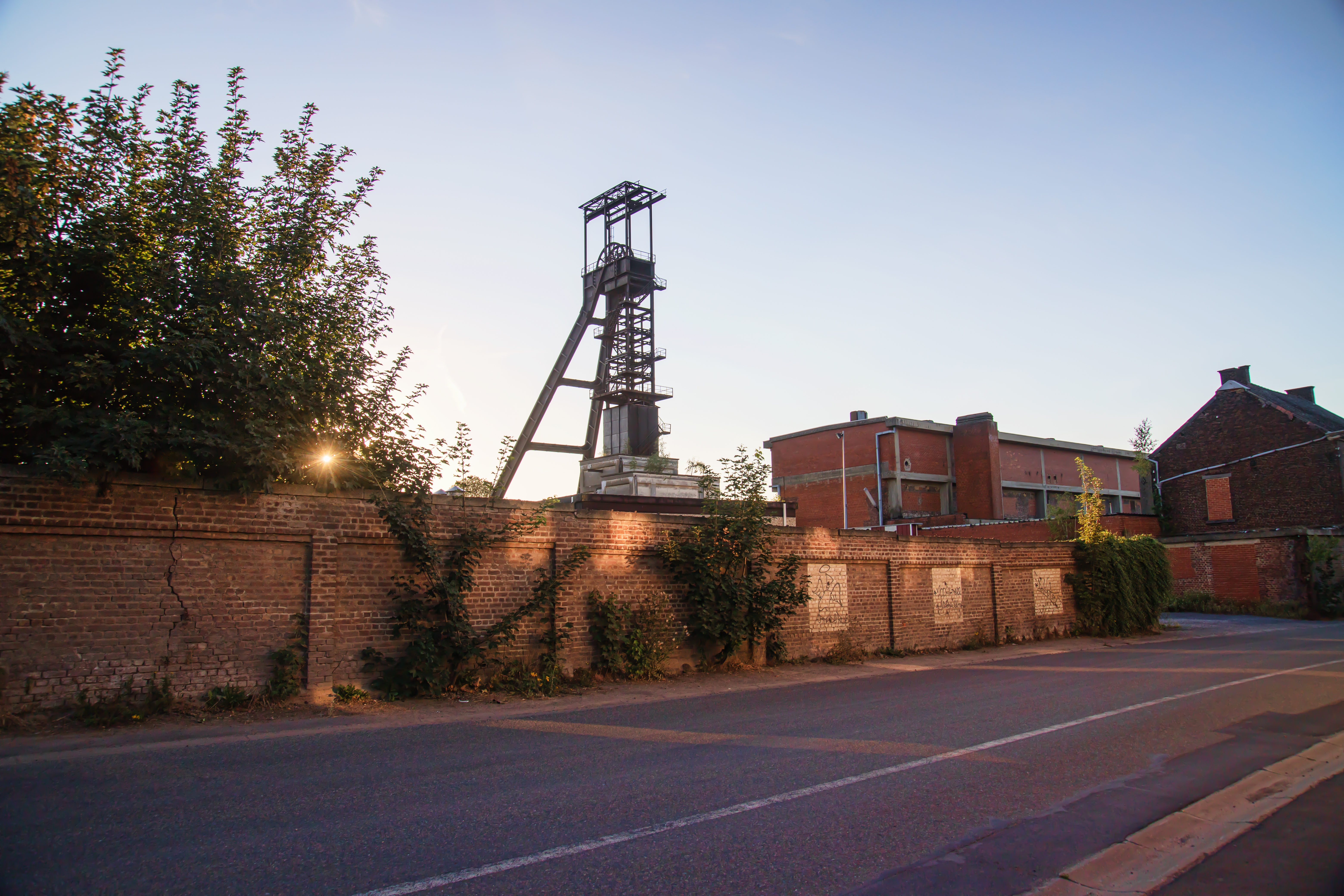
Société Anonyme des Houillères d'Anderlues, puits no 2.

C'est ainsi que l'aventure charbonnière anderlusienne commença le 11 août 1857, avec la création à Béthune d'une société civile dédiée à la recherche de la houille dans les bassins belges, dont l'un des objectifs immédiats était d'explorer le sous-sol d'Anderlues. Les douze fondateurs portaient les noms de Pierre Ayraud, Jean-Baptiste Belot, Auguste Dupat, François Dugnole, Louis Bera, Claude Averland, Armand Dixfaux, Jean-Baptiste Monnoyer, Charles Beele, le comte de Leven, Victor Regnier et André Deneuville.
Sept mois seulement après sa création, trois sondages réussis ont conduit à sa transformation en une société d'exploitation appelée Société houillère des Anderlues, également connue sous le nom de Bois de la Haie, avec son siège à Arras. Le 26 août 1858, elle a demandé une concession pour exploiter des couches de houille sur une surface de 634 hectares, délimitée au sud par la chaussée de Mons à Charleroi. Cette demande sera partiellement acceptée par un arrêté royal du 28 septembre 1861. Entre-temps, et afin de se conformer à la législation en vigueur, la société des Anderlues a débuté, le 17 décembre 1858, le creusement du puits no 1 à Mont-Sainte-Aldegonde, suivi huit jours plus tard par celui du puits no 2, surnommé plus tard « la vieille fosse ». Le 6 mars 1861, le puits no 1 avait atteint une profondeur totale de 258 mètres, avec un bouveau creusé vers le Nord à 245 mètres. Quant au puits no 2, arrivé à une profondeur de 200,45 m, il pénétrait de 111,30 m dans le terrain houiller et avait découvert deux nouvelles couches de charbon, nommées Sainte-Désirée et Saint-Honoré. Ces couches, atteintes respectivement à 178,95 m et 185,90 m, étaient inclinées au midi sous un angle de 12 à 13° et présentaient une épaisseur de charbon de 0,80 m et 0,85 m.
La Deuxième Guerre mondiale avait interrompu cette remarquable progression. Mais avec le retour de la paix, une nouvelle impulsion puissante a permis à la Société de continuer un développement indispensable de ses activités variées. À cette époque, la structure industrielle présentait des faiblesses qu’il fallait corriger rapidement. Par exemple, le siège no 2, bien qu’équipé d’un puits d’extraction moderne creusé en 1937, possédait encore un puits d’air étroit et très vétuste. Le siège de l’Aulniat était dans une situation encore pire avec ses deux puits étroits également très anciens. De plus, le triage-lavoir central, datant de 1905, traitait encore les produits avec une technique complètement dépassée de cette époque révolue.
Pour remédier à ces insuffisances et permettre aux Houillères d'Anderlues de conserver une position importante sur le marché charbonnier, les dirigeants ont élaboré un vaste programme. Celui-ci visait à moderniser les installations en centralisant la production sur un seul site, le numéro 2, et à exploiter un gisement vierge de demi-gras sous la faille du Carabinier. Sous les meilleurs auspices, la production de ce charbon convoité débuta en 1956. Parallèlement, d'autres initiatives remarquables virent le jour, témoignant de la volonté des patrons anderlusiens de diversifier leurs activités. En 1952, les chantiers souterrains furent raccordés au réseau de captage de grisou de la Société Distrigaz, et en 1954, un triage-lavoir à liquide dense d'une capacité de 100 tonnes par heure pour le 10/20 gras et le 10/20 demi-gras fut mis en service. En 1957, une nouvelle batterie de fours à coke augmenta le nombre total de fours de 23 à 28, tous de même capacité unitaire. Productrice d’un charbon à coke d’une qualité exceptionnelle, la Société s'est efforcée de fabriquer un coke de fonderie de qualité tout aussi remarquable. En 1958, un nouveau lavoir 0/10 avec une caisse de lavage primaire à pulsations pneumatiques et un relevage par cyclone fut installé, complétant harmonieusement les nombreuses réalisations qui ont fait des Houillères d'Anderlues un acteur majeur dans l'industrie charbonnière.
D'autres projets attendaient leur réalisation, comme l'installation d'une fabrique à boulets qui aurait permis de mieux exploiter la production future en demi-gras. Malheureusement, ces initiatives furent abandonnées, victimes des graves difficultés qui frappèrent durement notre ancienne industrie charbonnière, entraînant inévitablement la fermeture des « Houillères d'Anderlues ». Ainsi, le 30 septembre 1969, les dernières fosses anderlusiennes cessèrent définitivement leurs activités centenaires.

#### Les puits de la concession
- Puits no 1.
- Puits no 2 (Vieille Fosse).
- Puits no 3 (Aulniat).
- Puits no 4 (Gendebien).
- Puits no 5 (Ansuelle).
- Puits no 6.

### Commerces
Anderlues possède des commerces dans le centre.

### Santé

#### Maison de repos
- Résidence Le Douaire[63], rue du Château.
- Résidence Le Royale[64], chaussée de Charleroi.

### Energie
La commune est en effet la première en Belgique à produire de l’énergie verte à partir du gaz de mine (grisou), contribuant ainsi activement à la préservation de l’environnement et du climat,.

### Transports en commun

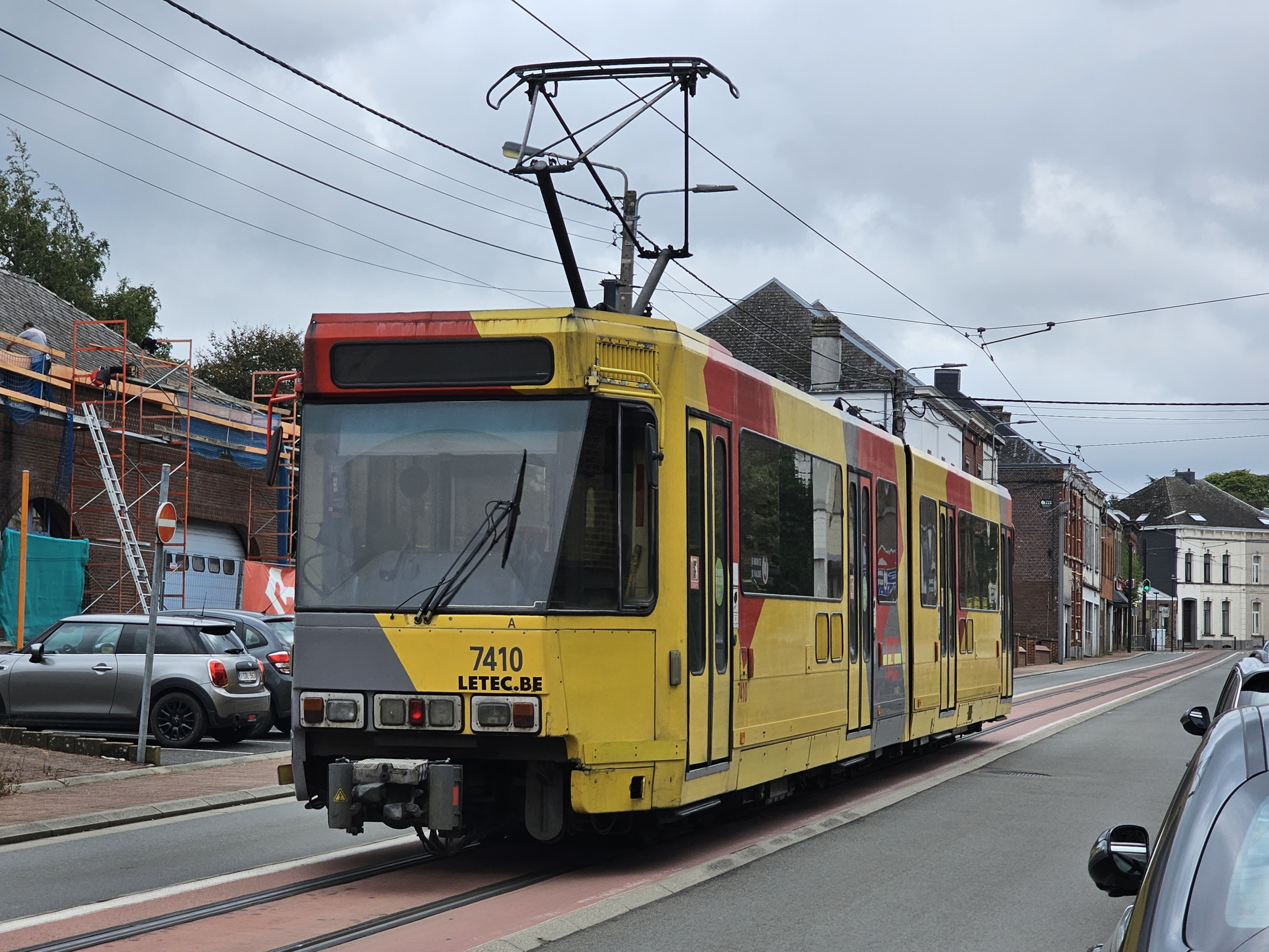
Métro léger du TEC, près de l'arrêt "Monument".

Outre sa connexion avec le métro léger de Charleroi, la commune est notamment desservie par le bus 30 Anderlues - Morlanwelz - La Louvière - Strépy-Bracquenies - Thieu.
Le bus 91 relie Chapelle-lez-Herlaimont à Montigny-le-Tilleul, en passant évidemment par Anderlues.
Enfin, le bus 136 relie les communes d'Anderlues-Binche-La Louvière-La Hestre.

## Sport et vie associative

### Sport

#### Clubs
Le club de football local, la RUSCA, évolue en deuxième provinciale hennuyère pour la saison 2014-2015.

#### Infrastructures sportives
Anderlues possède le complexe sportif Jean-Claude Hody, rue de Maubeuge. Terrain de mini-foot et de basketball, rue Picot.

## Personnalités
- Chanoine Jean Cassart (1908-1991), généalogiste belge.
- Emile Hecq (1924-2009), artiste peintre expressionniste né à Anderlues.
- José Canon (1946-2014), bourgmestre de Anderlues (1987-2001), député fédéral (1991-2003).